# Langley Pippin
Langley Pippin es una  variedad cultivar de manzano (Malus domestica). 
Un híbrido del cruce de Cox's Orange Pippin x Gladstone. Criado por James Veitch en el vivero "Langley Nursery", Chelsea, Bucks, Inglaterra a finales del siglo XIX. Descrito en 1898. Recibió un premio al mérito de la Royal Horticultural Society en 1898. Las frutas tienen una pulpa bastante suave y jugosa con un sabor aromático moderado.

## Sinonimia
- "Brook's Seedling",
- "Brooks' Seedling",
- "Salisbury Silk".

## Historia
'Langley Pippin' es una variedad de manzana, híbrido del cruce de Cox's Orange Pippin x Gladstone. Desarrollado y criado a partir de 'Cox's Orange Pippin' mediante una polinización por la variedad 'Gladstone', por el vivero  "Langley Nursery", Chelsea, Buckinghamshire, Inglaterra, (Reino Unido) a finales del siglo XIX e introducido por ellos en el mercado en 1898, recibió un premio al mérito de la Royal Horticultural Society en 1898.
'Langley Pippin' se cultiva en la National Fruit Collection con el número de accesión: 1978-272 y Accession name: Langley Pippin.

## Características
'Langley Pippin' árbol de extensión erguida, de vigor moderadamente vigoroso, portador de espuela. Tiene un tiempo de floración que comienza a partir del 8 de mayo con el 10% de floración, para el 13 de mayo tiene una floración completa (80%), y para el 19 de mayo tiene un 90% caída de pétalos.
'Langley Pippin' tiene una talla de fruto mediano; forma cónica, con altura 53,50 mm y anchura 58,50 mm; con nervaduras medias; epidermis con color de fondo es amarillo, con un sobre color rojo, importancia del sobre color alto, y patrón del sobre color de franjas rojas oscuras rotas en la cara expuesta al sol y franjas rojas rotas brillantes, algo más dispersas en el lado sombreado, "russeting" (pardeamiento áspero superficial que presentan algunas variedades) bajo; cáliz es pequeño y cerrado, ubicado en una cuenca muy poco profunda; pedúnculo es largo y colocado en una cavidad moderadamente profunda y en forma de embudo con un ligero "russeting". La pulpa es blanca, suave. Sabor jugoso, subácido, algo aromático y con un toque de frambuesa.
Su tiempo de recogida de cosecha se inicia a mediados de agosto. Se mantiene bien durante dos meses en cámara frigorífica.

## Usos
Una buena manzana de uso de postre fresca en mesa.

## Ploidismo
Diploide, auto estéril. Grupo de polinización: D, Día 13.